# Großweikersdorf
Großweikersdorf là một đô thị thuộc huyện Tulln trong bang Niederösterreich, Áo.